# 雞龜屬
雞龜屬（学名：Deirochelys）为泽龟科的一个属。

## 下属物种
本属包括以下物种：
- Deirochelys carri Jackson, 1978
- 雞龜 Deirochelys reticularia (Latreille, 1801)，东部网目鸡龟